# Emil Rumpf

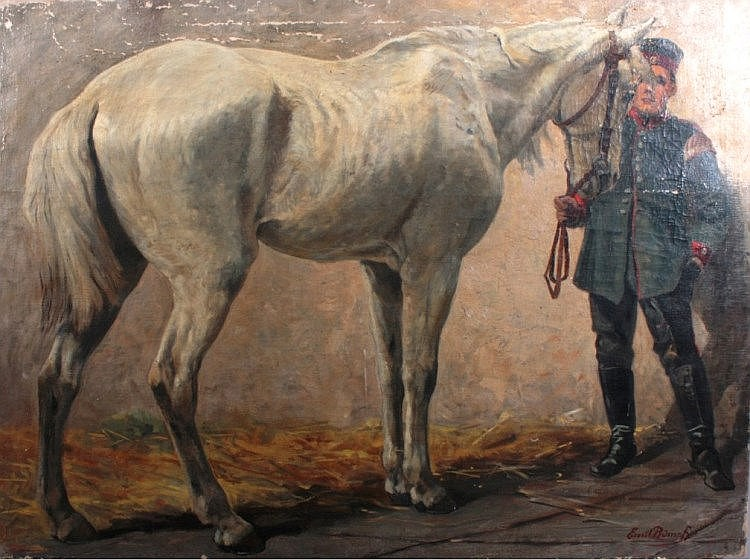
Emil Rumpf: Soldat mit Pferd

Paul Emil Rumpf (* 24. Februar 1860 in Frankfurt am Main; † 15. November 1948 in Kronberg im Taunus) war ein deutscher Maler und Illustrator.
Emil Rumpf war der Sohn des Frankfurter Malers Philipp Rumpf. Nach erstem künstlerischem Unterricht durch seinen Vater ging Rumpf an die Kunstakademie Düsseldorf. Später wechselte er an die Karlsruher Kunstakademie.  Im Sommer 1888 wurde er Privatschüler von Caspar Ritter am Städelschen Institut.
Seit Rumpfs Eltern 1875 sich in Kronberg im Taunus niedergelassen hatten, hatte auch Rumpf – von einigen Reisen abgesehen – seinen Lebensmittelpunkt dort. Mit einigen Malerkollegen bekannt geworden, schloss sich Rumpf bald auch der Kronberger Malerkolonie an.
Im Alter von 88 Jahren starb Emil Rumpf am 15. November 1948.

## Werke (Auswahl)
- Emil Rumpfs Instruktionsbuch des Infanteristen für Kinder zum Soldaten-Spiel. Die in diesem Werk vorkommenden Uniformstücke können auf allen Anzügen getragen werden. Mit farbigen Illustrationen von Emil Rumpf. Krabbe, Stuttgart 1887.
- Heinrich von Rustige: Der Maler in Uniform. Erinnerungen an das Soldatenleben. Illustriert von E. Rumpf' Krabbe, Stuttgart 1890.
- Friedrich Wilhelm Hackländer: Wachtstubenabenteuer. Illustriert von Emil Rumpf. Krabbe, Stuttgart ca. 1896.
- Friedrich Wilhelm Hackländer: Soldatenleben. Illustriert von Emil Rumpf. Krabbe, Stuttgart ca. 1896.
- Alt-Frankfurter Tage 1800–1830. Frankfurt (ca. 1900–1910).
- Die Staats- und Civil-Uniformen des Deutschen Reiches. Verlag von Moritz Ruhl, Leipzig 1912 (Nachdruck Melchior, Historischer Verlag, Wolfenbüttel 2013, ISBN 978-3-944289-32-8).
  - 1. Lieferung: I. Königl. Preussische Staatsminister – XVI. Königliche Marstallbeamte
  - 2. Lieferung: XVII: Die Uniformen der Forstbeamten
- Friedrich Wilhelm Hackländer: Feuerwerker Wortmann und andere Soldatengeschichten. Mit 134 Illustrationen von Emil Rumpf. Krabbe, Stuttgart 1918.